# Les Misérables (film, 1998)
Pour les articles homonymes, voir Les Misérables (homonymie).
Pour plus de détails, voir Fiche technique et Distribution.
Les Misérables est un film britanno-germano-américain réalisé par Bille August, sorti en 1998. 
Le film n'est pas la première version produite par les studios américains de l'œuvre de Victor Hugo puisque auparavant, cinq adaptations ont été réalisées en langue anglaise (dont la plupart à l'époque du muet), dont notamment Les Misérables réalisé par Lewis Milestone en 1952.

## Synopsis
Après avoir passé dix-neuf ans de travaux forcés pour avoir volé du pain, Jean Valjean est libéré sur parole en 1815. Neuf ans plus tard, il dirige, sous une fausse identité, une petite fabrique dans la ville de Vigau dont il est devenu le maire. Apprécié de tous pour sa bonté et sa justice, il retrouve une vie en paix avec le genre humain. Mais son passé ne tarde pas à le rattraper sous les traits de l'inspecteur Javert, qui fut autrefois son geôlier.

## Fiche technique
- Titre original et français : Les Misérables
- Réalisation : Bille August
- Scénario : Rafael Yglesias, d'après le roman de Victor Hugo
- Photographie : Jörgen Persson
- Montage : Janus Billeskov Jansen
- Musique : Basil Poledouris
- Production : James Gordman, Sarah Radclyffe
- Société de production : Mandalay Entertainment
- Société de distribution : Columbia TriStar
- Pays d'origine :  Royaume-Uni,  Allemagne,  États-Unis
- Langue originale : anglais
- Date de sortie :

États-Unis : 1er mai 1998
France : 9 décembre 1998
- Public : interdit aux moins de 10 ans

## Distribution
- Liam Neeson (VF : Richard Darbois ; VQ : Éric Gaudry) : Jean Valjean
- Geoffrey Rush (VF : Jean-Luc Kayser ; VQ : Denis Mercier) : inspecteur Javert
- Uma Thurman (VF : Laurence Crouzet ; VQ : Nathalie Coupal) : Fantine
- Claire Danes (VF : Sauvane Delanoë ; VQ : Aline Pinsonneault) : Cosette
- Hans Matheson (VF : Damien Witecka) : Marius
- James Saxon (VF : Michel Papineschi) : Chabouillet
- Christopher Adamson : Bertin
- Patsy Byrne : Toussaint
- Toby Jones : le portier
- Peter Vaughan (VF : William Sabatier) : l'évêque

 Source et légende : version française (VF) sur RS Doublage et selon le carton du doublage français télévisuel.